# Carnoët
Carnoët (bretonisch Karnoed) ist eine französische Gemeinde mit 667 Einwohnern (Stand: 1. Januar 2022) im Département Côtes-d’Armor in der Region Bretagne. Sie gehört zum Arrondissement Guingamp und zum Kanton Callac. Die Einwohner werden Carnoëtois(es) genannt.

## Geographie
Carnoët liegt etwa 57 Kilometer westsüdwestlich von Saint-Brieuc. 

## Bevölkerungsentwicklung
| Carnoët: Einwohnerzahlen von 1793 bis 2016                                                                                 | Carnoët: Einwohnerzahlen von 1793 bis 2016 | Carnoët: Einwohnerzahlen von 1793 bis 2016 | Carnoët: Einwohnerzahlen von 1793 bis 2016 | Carnoët: Einwohnerzahlen von 1793 bis 2016 |
| --- | ------------------------------------------ | ------------------------------------------ | ------------------------------------------ | ------------------------------------------ |
| Jahr |                                            |                                            |                                            | Einwohner                                  |
| 1793 | 1793                                       |                                            | 1.433                                      | 1.433                                      |
| 1800 | 1800                                       |                                            | 1.365                                      | 1.365                                      |
| 1806 | 1806                                       |                                            | 1.461                                      | 1.461                                      |
| 1821 | 1821                                       |                                            | 1.471                                      | 1.471                                      |
| 1831 | 1831                                       |                                            | 1.841                                      | 1.841                                      |
| 1836 | 1836                                       |                                            | 1.931                                      | 1.931                                      |
| 1841 | 1841                                       |                                            | 2.013                                      | 2.013                                      |
| 1846 | 1846                                       |                                            | 2.060                                      | 2.060                                      |
| 1851 | 1851                                       |                                            | 2.169                                      | 2.169                                      |
| 1856 | 1856                                       |                                            | 2.048                                      | 2.048                                      |
| 1861 | 1861                                       |                                            | 2.034                                      | 2.034                                      |
| 1866 | 1866                                       |                                            | 2.125                                      | 2.125                                      |
| 1872 | 1872                                       |                                            | 2.202                                      | 2.202                                      |
| 1876 | 1876                                       |                                            | 2.101                                      | 2.101                                      |
| 1881 | 1881                                       |                                            | 2.107                                      | 2.107                                      |
| 1886 | 1886                                       |                                            | 2.202                                      | 2.202                                      |
| 1891 | 1891                                       |                                            | 2.291                                      | 2.291                                      |
| 1896 | 1896                                       |                                            | 2.367                                      | 2.367                                      |
| 1901 | 1901                                       |                                            | 2.239                                      | 2.239                                      |
| 1906 | 1906                                       |                                            | 2.382                                      | 2.382                                      |
| 1911 | 1911                                       |                                            | 2.538                                      | 2.538                                      |
| 1921 | 1921                                       |                                            | 2.454                                      | 2.454                                      |
| 1926 | 1926                                       |                                            | 2.328                                      | 2.328                                      |
| 1931 | 1931                                       |                                            | 2.079                                      | 2.079                                      |
| 1936 | 1936                                       |                                            | 1.939                                      | 1.939                                      |
| 1946 | 1946                                       |                                            | 1.912                                      | 1.912                                      |
| 1954 | 1954                                       |                                            | 1.729                                      | 1.729                                      |
| 1962 | 1962                                       |                                            | 1.489                                      | 1.489                                      |
| 1968 | 1968                                       |                                            | 1.350                                      | 1.350                                      |
| 1975 | 1975                                       |                                            | 1.061                                      | 1.061                                      |
| 1982 | 1982                                       |                                            | 840                                        | 840                                        |
| 1990 | 1990                                       |                                            | 727                                        | 727                                        |
| 1999 | 1999                                       |                                            | 729                                        | 729                                        |
| 2006 | 2006                                       |                                            | 751                                        | 751                                        |
| 2011 | 2011                                       |                                            | 744                                        | 744                                        |
| 2016 | 2016                                       |                                            | 672                                        | 672                                        |
| Quelle(n): EHESS/Cassini bis 1999, INSEE ab 2006 Anmerkung(en): Ab 1962 offizielle Zahlen ohne Einwohner mit Zweitwohnsitz |                                            |                                            |                                            |                                            |

## Sehenswürdigkeiten
Siehe: Liste der Monuments historiques in Carnoët
- Kapelle Saint Gildas, erbaut gegen 1500, seit 1972 als Monument historique klassifiziert
- Motte in Rospellem aus dem Hochmittelalter, seit 1995 als Monument historique eingeschrieben
- Drei Hügelgräber von Trélan aus der Bronzezeit, seit 1971 als Monument historique eingeschrieben
- Pfarrkirche Saint-Pierre-Apôtre, erbaut 1889
- Kapelle Notre-Dame und Mühle in Le Penity aus dem 16. Jahrhundert, Kapelle und zerfallene Mühle sind seit 1927 als Monument historique eingeschrieben
- Kapelle Saint-Corentin, erbaut im 15. oder 16. Jahrhundert, im 19. Jahrhundert umgestaltet
- Kapelle Saint-Cado, erbaut 1885 vielleicht unter Wiederverwendung von Teilen der Kapelle der Motte von Rospellem
- Calvaire von Carnoët, errichtet 1519, im Jahre 1794 schwer beschädigt, wies ursprünglich eine größere Anzahl an Figuren auf
- Herrenhaus in Kerautem, östlich gelegene Wirtschaftsgebäude, Kapelle und Taubenschlag vermutlich aus dem 17. Jahrhundert
- Herrenhaus in Locmaria, aus der zweiten Hälfte des 16. Jahrhunderts, seit 2019 als Monument historique eingeschrieben
- Herrenhaus in Kerhayet, aus der zweiten Hälfte des 17. Jahrhunderts
- Herrenhaus in Kerherve Argoat, vermutlich aus der zweiten Hälfte des 17. Jahrhunderts
- Herrenhaus in Kerandraou, aus der ersten Hälfte des 16. Jahrhunderts, nach dem Brand von 1675 umgestaltet
- Vallée des Saints (deutsch Tal der Heiligen), ein Projekt zur Errichtung monumentaler Statuen auf dem Hügel von Quénéquillec in 230 m Höhe

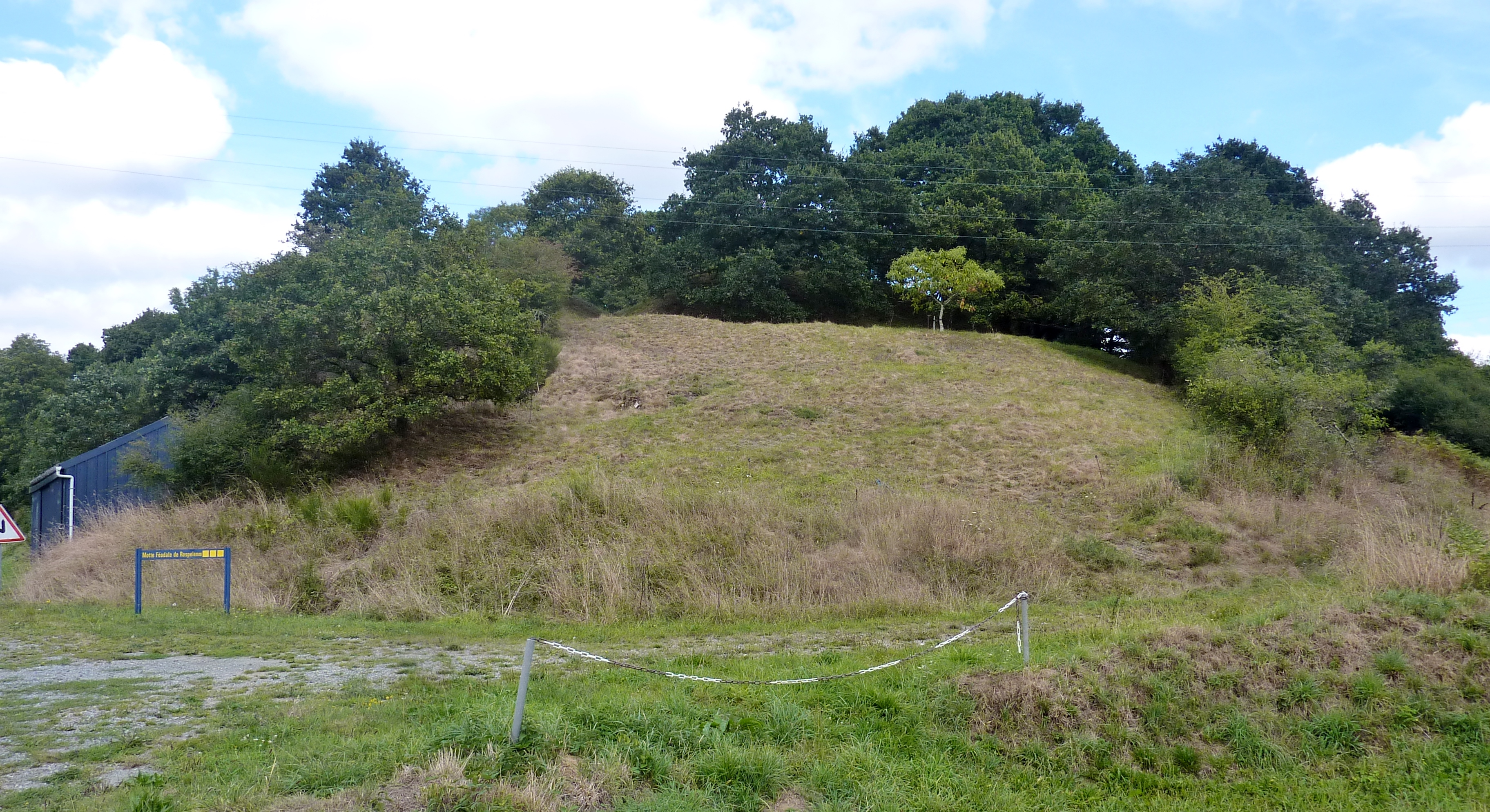
Motte in Rospellem
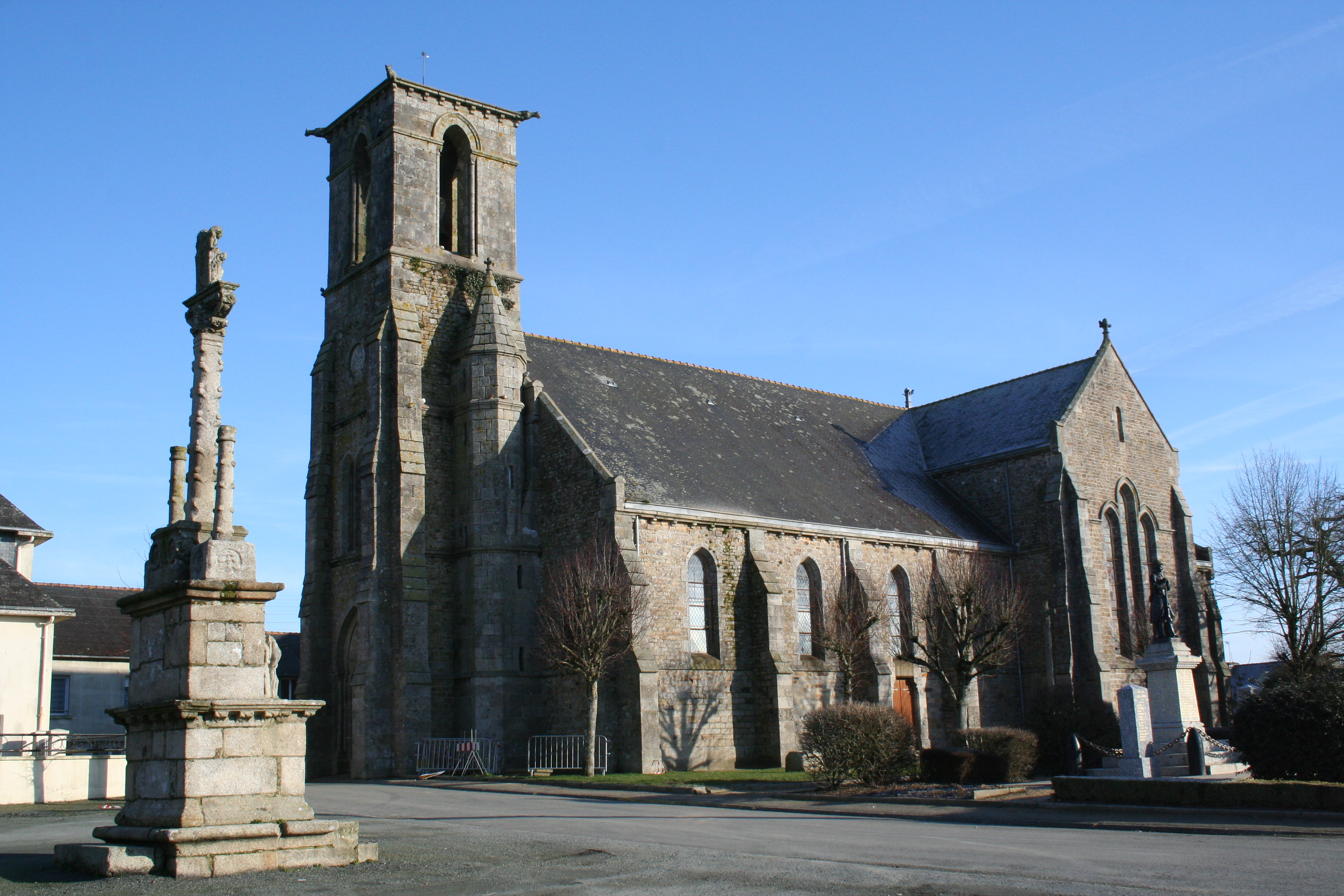
Pfarrkirche Saint-Pierre-Apôtre
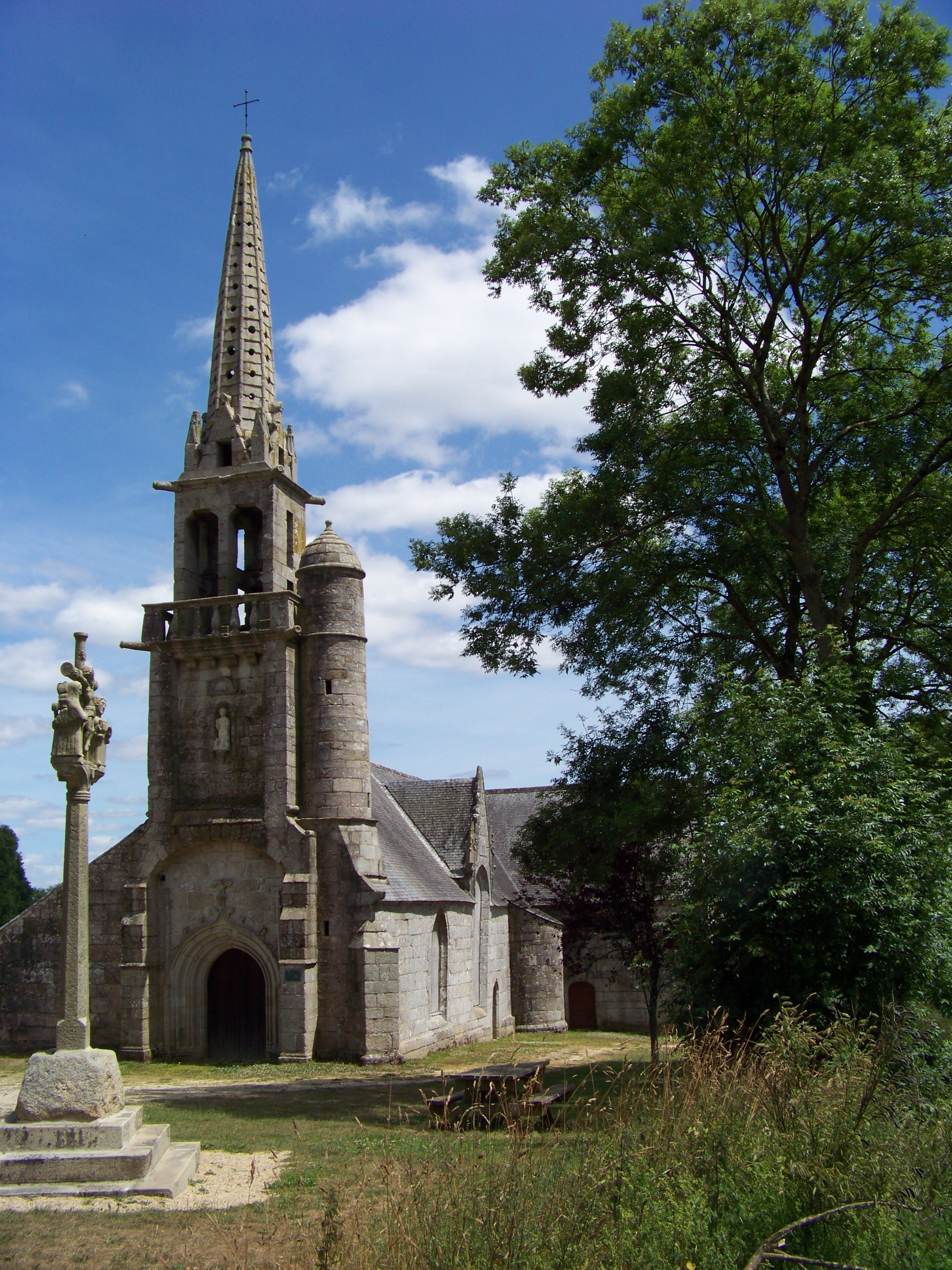
Kapelle Saint-Gildas
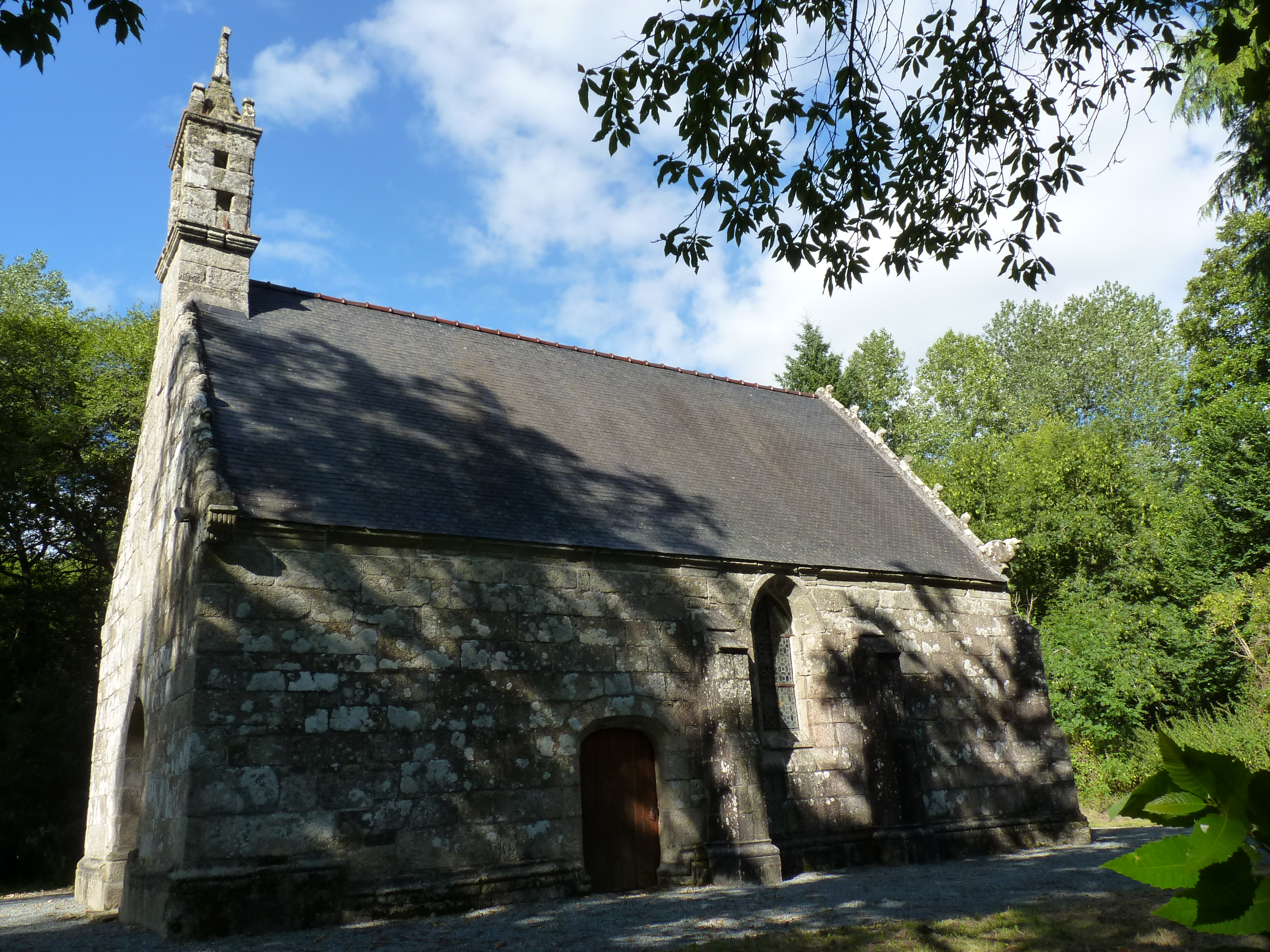
Kapelle Notre-Dame du Pénity
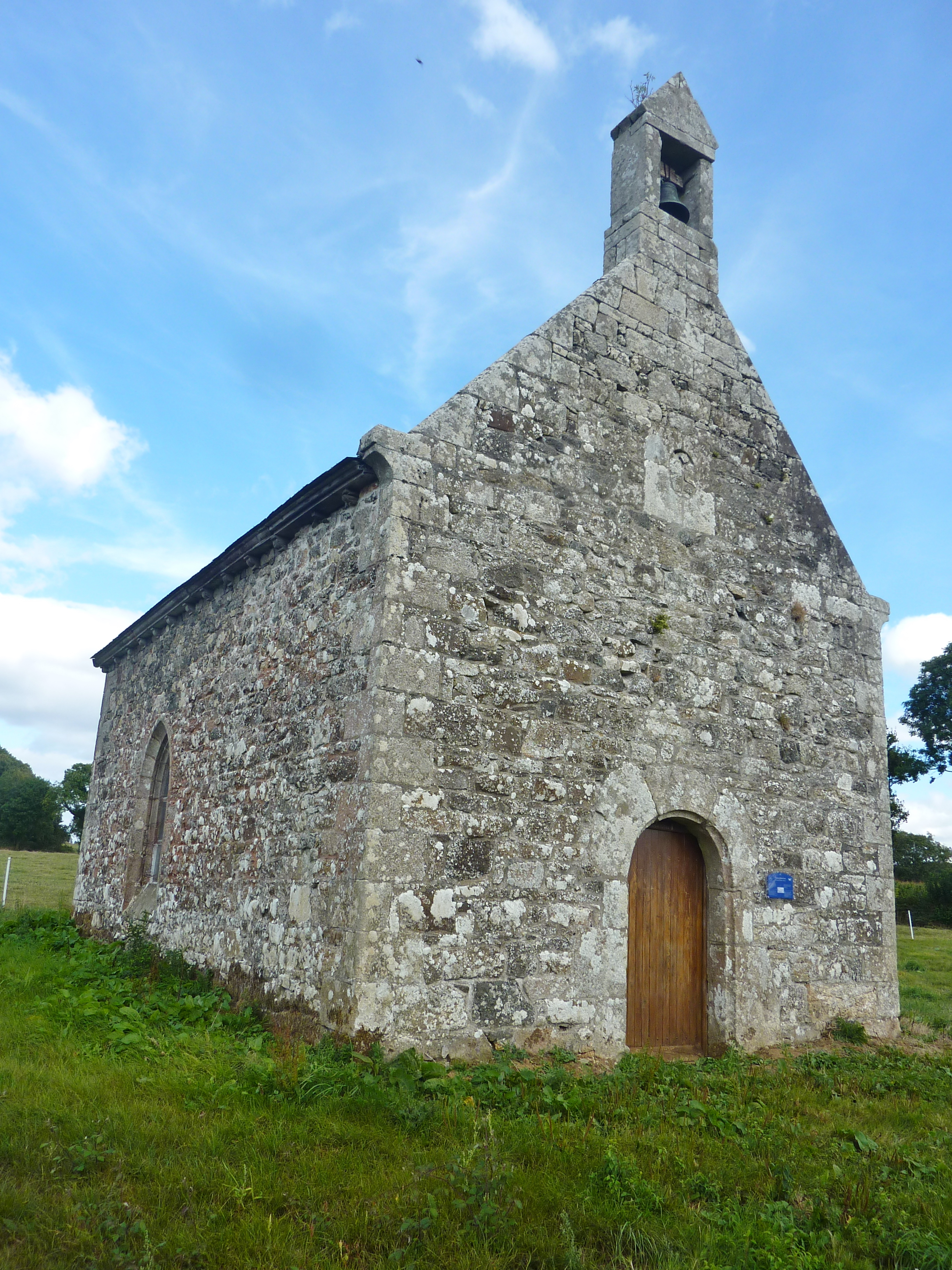
Kapelle Saint-Cado
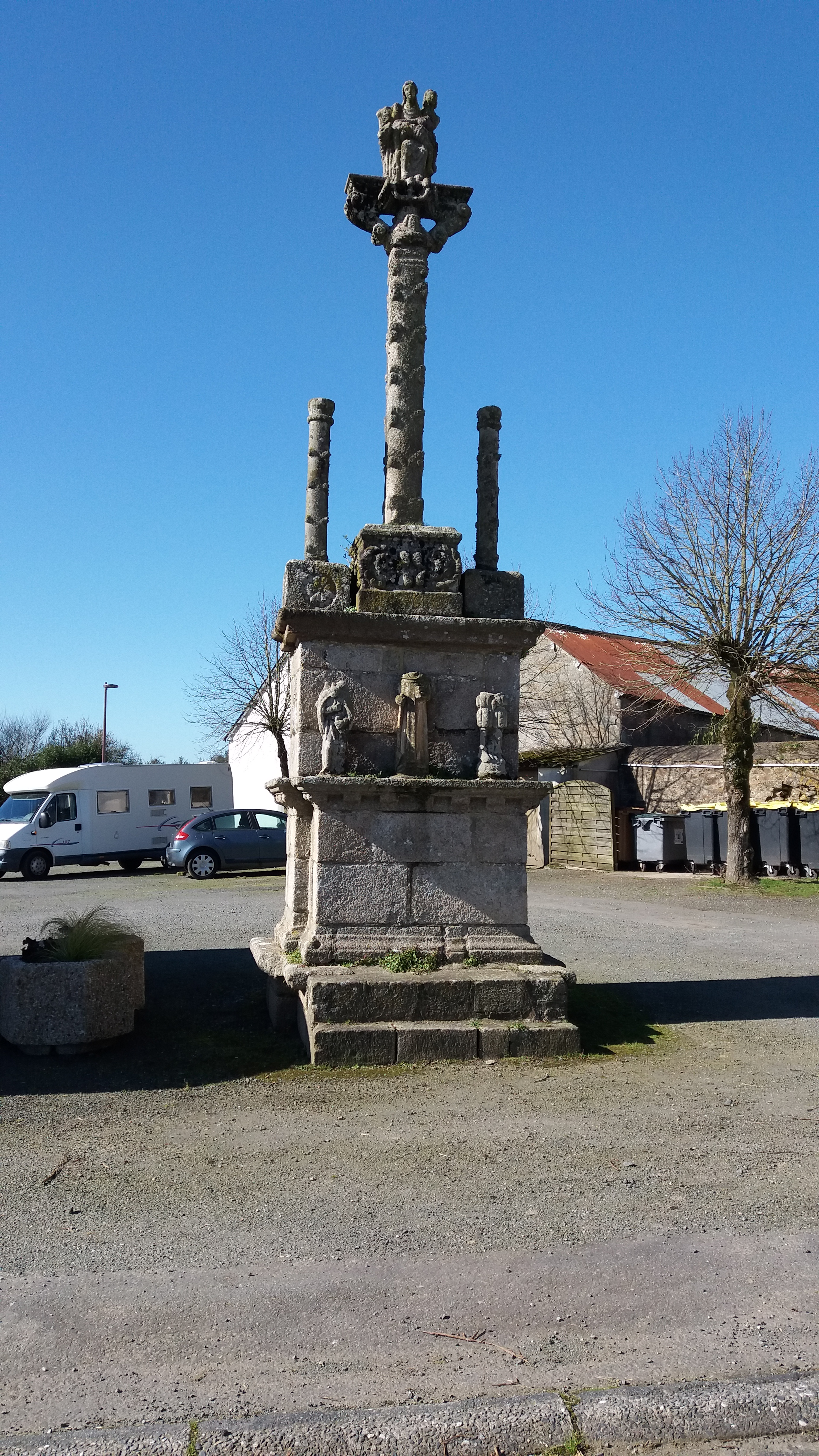
Calvaire
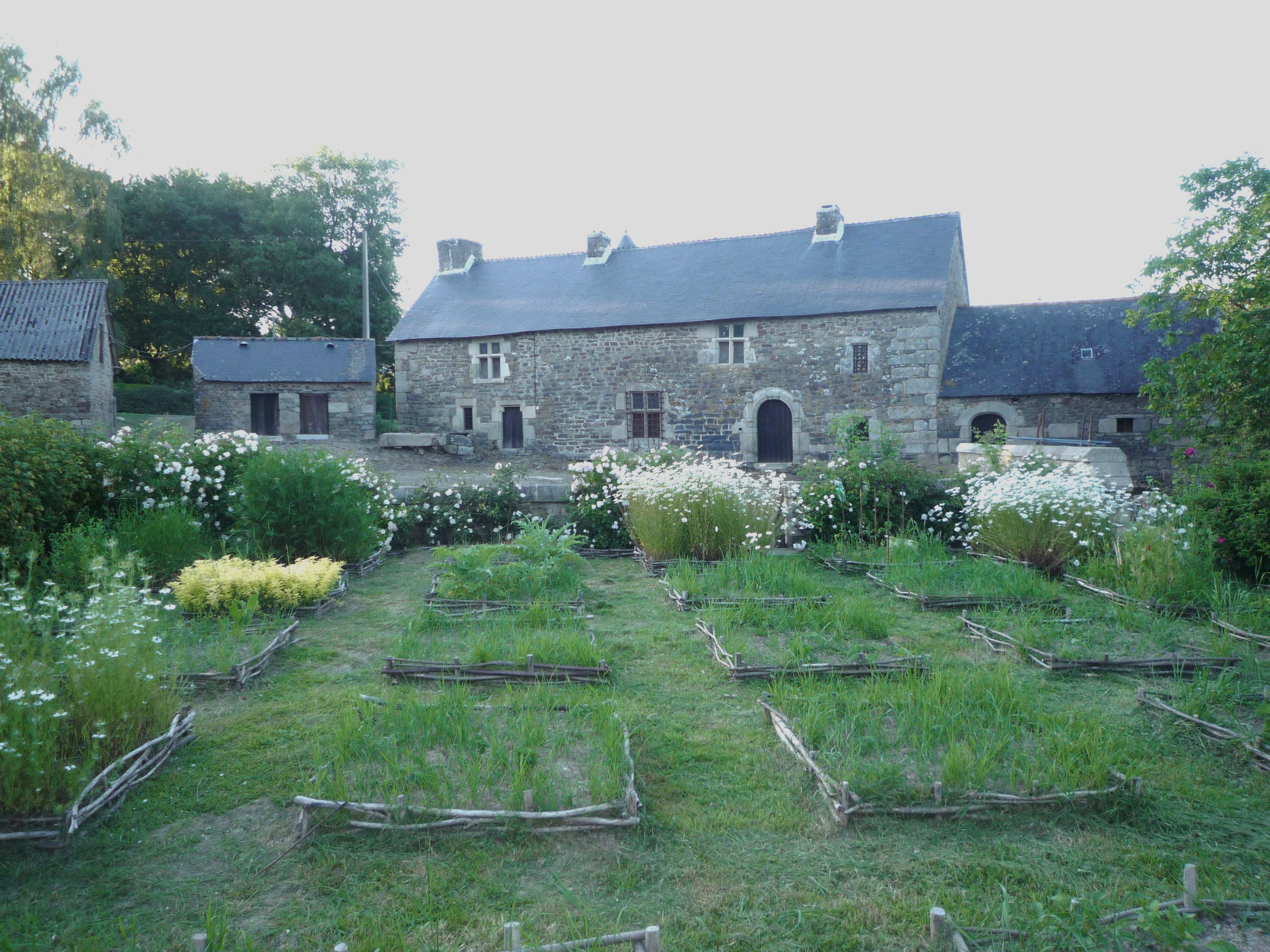
Herrenhaus in Locmaria